# Protarque
Ne doit pas être confondu avec le philosophe épicurien Protarque de Bargylia.
Protarque (Πρώταρχος) est un sophiste et un hédoniste.
Il prétend que « tout plaisir est par nature vrai en tant qu’il est éprouvé, quelle que soit la nature de son objet ».